# Шипоту (Горж)
Шипоту (рум. Șipotu) насеље је у Румунији у округу Горж у општини Турбуреа. Oпштина се налази на надморској висини од 147 m.

## Становништво
Према подацима из 2002. године у насељу је живело 699 становника, од којих су сви румунске националности.